# Confrontos em Bagdá em 2022
Os confrontos de Bagdá em 2022 foram um conflito civil entre partidários de Muqtada al-Sadr e forças pró-iranianas após o anúncio de Sadr de sua retirada da política. A medida veio após a renúncia do Grande Aiatolá Kadhim Al-Haeri, líder de seu movimento sadrista baseado no Irã, que Sadr acreditava não ser por sua própria vontade. Os distúrbios foram considerados a crise mais grave no país desde a derrota do Estado Islâmico em 2017, a partir da qual o Iraque teve relativa estabilidade. Os confrontos deixaram pelo menos 30 mortos e 700 feridos, incluindo 110 membros das forças de segurança.

## Antecedentes
As tensões entre os dois grupos xiitas começaram com as eleições parlamentares de 2021, quando os blocos xiitas apoiados pelo Irã perderam assentos para os sadristas, um movimento anti-iraniano. Apesar de ganhar o maior número de assentos nas eleições, os sadristas não conseguiram compor um governo e Sadr acabou retirando seu bloco político do parlamento em junho de 2021. Posteriormente, os blocos apoiados pelo Irã tentaram formar um governo, causando protestos sadristas fora do parlamento. Sadr também pediu a dissolução do parlamento e a realização de eleições antecipadas.

## Confrontos
Em 29 de agosto de 2022, horas depois de Sadr anunciar sua retirada da política, protestos violentos eclodiram em Bagdá entre apoiadores de Muqtada al-Sadr e forças pró-iranianas. O governo iraquiano permaneceu majoritariamente neutro durante os confrontos. Os partidários de Sadr invadiram o Palácio Republicano na Zona Verde, acessando a piscina. Às 15h30, hora local, um toque de recolher foi declarado em Bagdá. No mesmo dia, Sadr anunciou que faria uma greve de fome até que a violência parasse.
Ao cair da noite, os combates pioraram na cidade, com milícias disparando vários foguetes contra a Zona Verde. O sistema de defesa aérea C-RAM pertencente à embaixada dos Estados Unidos em Bagdá também teria sido ouvido. Pela manhã, as forças de segurança iraquianas expulsaram os manifestantes do Palácio Republicano e fecharam escritórios do governo. As negociações entre os três lados também foram iniciadas. No final do dia, mais manifestantes começaram a se juntar aos confrontos armados.
Os confrontos terminaram em 30 de agosto, quando Sadr exigiu que seus apoiadores conduzissem uma "revolução pacífica" e deixassem a Zona Verde. Ele declarou que não desejava fazer parte de uma revolução violenta e não queria sangue iraquiano em suas mãos. Também agradeceu às forças de segurança iraquianas por permanecerem imparciais durante os confrontos. Após o discurso de Sadr, Hadi al-Amiri, líder da milícia pró-iraniana Hushd, emitiu uma declaração pedindo "diálogo".

## Fora de Bagdá
Também houve relatos de protestos em todo o Iraque, inclusive nas províncias de Basra, Dhi Qar, Maysan e Muthanna.

## Reações
Chamando os acontecimentos de uma "escalada extremamente perigosa", a Missão de Assistência das Nações Unidas para o Iraque (UNAMI) pediu a todas as partes que "se abstenham de ações que possam levar a uma cadeia imparável de eventos".